# Грабовский, Михаил Григорий
Михаил Григорий Грабовский (пол. Michał Grzegorz Grabowski; 1719, Великое княжество Литовское или Речь Посполитая — 1799, Краков) — военный деятель Речи Посполитой, генерал-лейтенант литовских войск (1783).

## Биография
Представитель шляхетского рода Грабовских герба «Окша». Брат Яна Ежи и Павла Грабовских.
В достаточно молодом возрасте уже служил в литовском войске на командных должностях. В 1757 году — полковник литовской гвардии и камергер польского короля Августа III. В 1767 году получил чин генерал-майора и стал шефом полка Коронной гвардии. 
Соратник гетмана великого коронного Ксаверия Браницкого и участник боёв с восставшими украинскими гайдамаками и барскими конфедератами. В 1770 году вместе с братом Яном Ежи попал в Седльце в  плен к барским конфедератам. 
В 1771—1772 годах Михаил Грабовский вместе с Александром Суворовым участвовал в штурме королевской замка Вавель и сражался с конфедератами под Величкой. Был щедро вознагражден за верность польским королём Станиславом Августом Понятовским. В 1783 году получил патент на чин генерал-лейтенанта.
Был женат на Еве Каролине, урождённой Желенской.
Дети — Павел Ян Грабовский (1761—1831), староста волковысский, и Изабелла Грабовская (1760 —1840), жена полковника Стефана Раевского.